# New Minster (Winchester)

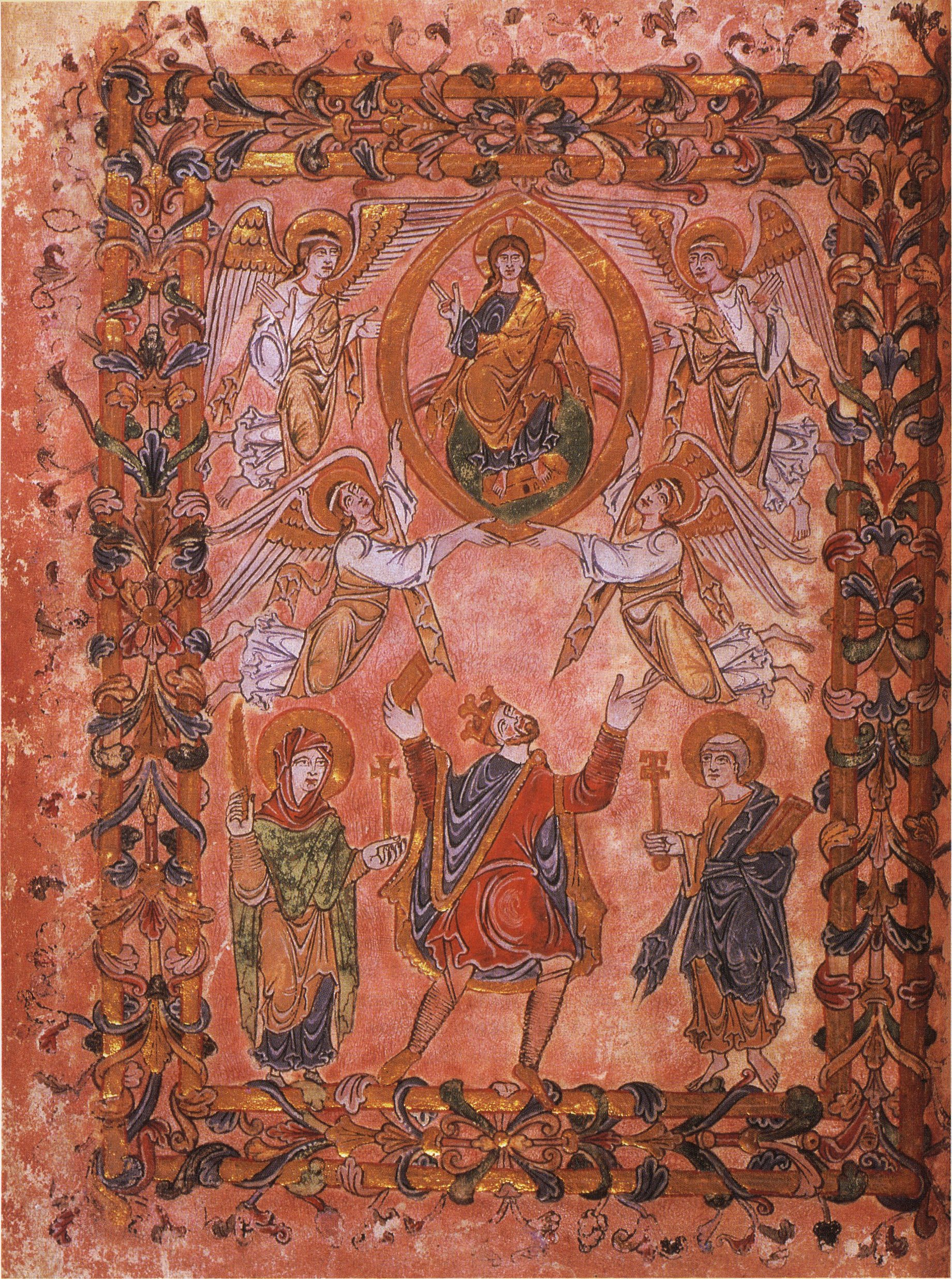
Eine Seite aus der Urkunde von 966, mit der König Edgar die Umwandlung des New Minster in eine Benediktinerabtei bestätigt. In der Malerei steht Edgar zwischen der Jungfrau Maria und Simon Petrus.

Das New Minster in Winchester war eine 901 gegründete königliche Benediktinerabtei.
Alfred der Große hatte geplant, das Kloster zu bauen, aber kam nur dazu, das Land zu kaufen. Sein Sohn Eduard der Ältere beendete das Projekt gemäß Alfreds Wünschen mit der Hilfe von Grimbald, der der erste Abt wurde. Das New Minster stand so nahe beim Old Minster, dass die Stimmen der beiden Chöre gleichzeitig mit chaotischem Ergebnis zu hören waren. 
Der Körper König Alfreds wurde ins New Minster umgebettet, Grimbald wurde ebenfalls hier bestattet, ebenso der heilige Jodok (Saint Judoc, Joyce, Josse), weswegen New Minster zu einem bedeutenden Ziel für Pilgerreisen wurde. Emma von der Normandie stiftete 1041 den Kopf des heiligen Valentin von Terni. 
963 wurde New Minster zu einer Benediktinerabtei umgewidmet. Mit dem Bau der neuen Winchester Cathedral nach der normannischen Eroberung Englands wurden die Mönche von New Minster gezwungen, nach Hyde Mead außerhalb der nördlichen Stadtmauern umzuziehen, wo sie Hyde Abbey gründeten.

## Bestattungen
- Alfred der Große
- Ealhswith
- Grimbald
- Eduard der Ältere
- Æthelweard